# Koza nostra
Koza nostra, deseti studijski album srpskog rock sastava Riblja čorba. Objavljen je 8. svibnja 1990. u izdanju diskografske kuće PGP RTB.

## Popis pjesama
| 1.    | »Al Kapone«                   |  | 3:52 |
| 2.    | »Ja je gledam kako spava«     |  | 4:23 |
| 3.    | »Deca«                        |  | 3:13 |
| 4.    | »Bejbi«                       |  | 2:41 |
| 5.    | »Hej, kako ti je sad«         |  | 3:31 |
| 6.    | »Tito je vaš«                 |  | 4:50 |
| 7.    | »Gde si u ovom glupom hotelu« |  | 5:04 |
| 8.    | »Milivoje vatrogasac«         |  | 3:42 |
| 9.    | »Žikica Jovanović Španac«     |  | 3:37 |
| 10.   | »Crna Gora, Bar«              |  | 3:05 |
| 37:58 |                               |  |      |

## Izvođači
| - Bora Đorđević - vokal - Vidoja Božinović - gitara - Zoran Ilić - gitara - Miša Aleksić - bas-gitara - Vicko Milatović - bubnjevi | - Branimir Štulić - prateći vokali (gost) - Jurica Pađen - prateći vokali (gost) - Tomislav Šojat - prateći vokali (gost) - Branko Knežević - prateći vokali (gost) - Gorica Popović - prateći vokali (gost) - Snežana Jandrlić - prateći vokali (gost) - Biljana Krstić - prateći vokali (gost) - Saša Lokner - klavijature (gost) |

### Produkcija
- Saša Džabić - producent
- Plitko Radomirović  - izvršni producent
- Zoran Ilić - crtež na omotu
- Jugoslav Vlahović - fotografija
- Vlada Negovanović - snimatelj

## Vanjske poveznice
- Discogs.com - Riblja Čorba - Koza Nostra